# ندو لولی
ندو لولی (ایتالیایی: Nedo Logli; ۲۳ ژوئیهٔ ۱۹۲۳ – ۲۸ اکتبر ۲۰۱۴) دوچرخه‌سوار اهل ایتالیا بود.